# United Plankton Pictures
United Plankton Pictures, Inc. je americká televizní a filmová společnost založena v roce 1998 americkým kreslířem a mořským biologem Stephenem Hillenburgem. Její sídlo se nachází v Los Angeles v Kalifornii. Její produkce zahrnuje animovaný seriál Spongebob v kalhotách, také spin-off série Korálový tábor: Spongebob na dně mládí a Patrikovu hvězdnou show či komiksy ve spolupráci s Nickelodeon Animation Studio.
Před založením firmy United Plankton Pictures Stephen Hillenburg u epizod Spongeboba vždy na konci napsal Created by Stephen Hillenburg (Vytvořeno Stephenem Hillenburgem).